# Albi (cráter)
Albi es un cráter de impacto del planeta Marte situado a -41.8° Norte y 35.1° Oeste (-41.5° Norte y 324.9° Este). El impacto causó una abertura de 8,5 kilómetros de diámetro en la superficie del cuadrángulo NEREID del planeta. El nombre fue aprobado en 1976 por la Unión Astronómica Internacional en honor a la localidad de Albi (Francia).